# Carroll (Iowa)
Carroll település az Amerikai Egyesült Államok Iowa államában, Carroll megyében, melynek megyeszékhelye is. Lakosainak száma 10 321 fő (2020. április 1.).

## Népesség
A település népességének változása:

| 2010 | 10 103 |
| 2020 | 10 321 |